# Harry Wickwire Foster
Harry Wickwire Foster, CBE, DSO, (Halifax, 2 april 1902 - 6 augustus 1964) was een Canadese hogere officier, die twee Canadese legerdivisies onder zijn bevel had tijdens de Tweede Wereldoorlog. Hij werd ereburger van Brugge.

## Jeugd en studies
Foster was de zoon van generaal-majoor Gilbert Lafayette Foster, directeur-generaal van de Canadese medische diensten tijdens de Eerste Wereldoorlog.
Hij kreeg zijn eerste militaire opleiding in King’s College, Windsor (Nova Scotia). Verdere opleiding kreeg hij in Borkhanstead (Engeland); Bishop's College School in Lennoxville (Québec); Royal Military College of Canada in Kingston (Ontario); McGill University, Montreal.

## Militaire loopbaan
Hij werd militair in 1924 in Lord Strathcona’s Horse en werd er kapitein in 1934. In 1939 promoveerde hij tot stafofficier bij het Staff College (Camberley). Bij het uitbreken van de oorlog werd hij majoor.
In 1943 werd hij luitenant-kolonel en leidde de Canadese troepen in the Kiska campagne (Operation Cottage). Hij werd gedecoreerd in the Amerikaanse Legion of Merit.
In 1944 promoveerde hij tot generaal-majoor en leidde hij de 4th Canadian (Armoured) Division en de 1st Canadian Infantry Division tijdens de bevrijdingsoorlog doorheen Frankrijk, België en Nederland in de zomer en herfst van 1944.

## Na de oorlog
Na de oorlog zat hij het Krijgshof voor dat de SS-generaal Kurt Meyer berechtte.
Hij reorganiseerde vervolgens de Eastern Army, waarvan hij de commandant werd.
In 1950 verliet hij het leger en werd hoofdbestuurder van de Commonwealth War Graves Commission voor Centraal-Europa. Hij werd benoemd tot ere-vleugeladjudant bij gouverneur-generaal Georges Vanier.
In 1959 trouwde hij voor de derde keer, met de van geboorte Canadese Mona Parsons (1901-1976), die tijdens de Tweede Wereldoorlog, samen met haar Nederlandse man Willem Leonhardt, tot het actieve verzet behoorde in Nederland.
Citaat Lieutenant-General R.W. Moncel, Comptroller General of Canadian Defense Forces: "Hij was een voortreffelijk soldaat en zijn dood is een verlies voor Canada"

## Militaire loopbaan
- Second Lieutenant: 1924
- Lieutenant
- Captain: 1934
- Major: 1939
- Lieutenant Colonel: 1941
- Colonel: 1941
- Brigadier: 1943
- Major General: 1944

## Onderscheidingen
- Commandeur in de Orde van het Britse Rijk[2][3] op 5 juli 1945[4]
- Orde van Voorname Dienst (DSO)[2][3]
- 1939-1945 Ster[2]
- Italië Ster[2]
- Frankrijk en Duitsland Ster[2]
- Defensiemedaille[2]
- Canadian Volunteer Service Medal[2]
- War Medal (1939-45) with Eikenloof[2]
- Silver Star[2][3] op 20 juni 1944[5]
- Officier in het Legioen van Verdienste[2][3] op 15 april 1944[6]
- Officier in het Legioen van Eer[2][3]
- Croix de guerre (1939-1945)[2][3]
- Dagorder (Mentioned in dispatches)
  - 4 april 1945[7]

## Ereburger
Op 12 september 1944 werd de stad Brugge, zonder veel gevechten noch schade, door de troepen onder de leiding van generaal Foster bevrijd. Het stadsbestuur en de inwoners waren bijzonder dankbaar voor de wijze waarop dit was gebeurd. De Canadezen hadden enig geduld geoefend en de aftocht van de Duitsers afgewacht om het offensief op Brugge door te zetten.
Daarom werd op 21 juli 1945 generaal Foster tot ereburger van de stad Brugge benoemd.
Brugge is uiterst zuinig met het ereburgerschap. Na Foster heeft alleen Hendrik Brugmans, stichter van het Europacollege, dezelfde onderscheiding ontvangen.

## Eerbetoon
De brug langs waar de Canadezen Brugge binnenreden op 12 september 1944 heet de Canadabrug en ligt naast de Bevrijdingslaan. Aan het hoofd van de brug staan twee sculpturen van Canadese bizons, die in 2010 in het kader van de erkenning van herdenkingsmonumenten van de Eerste en Tweede Wereldoorlog, als monument werden beschermd. Naast de brug ligt een nieuwe wijk die in de jaren negentientachtig tot stand kwam. Het geheel noemt 'Canadezen Hof' en onderdelen ervan dragen de naam 'Hamilton Park', 'H. W. Foster Park' en 'Revill Park'.